# Jeffrey Mandula
Jeffrey Ellis Mandula (* 1941 in New York City) ist ein US-amerikanischer theoretischer Physiker.

## Leben und Werk
Mandula promovierte 1966 an der Harvard University bei Sidney Coleman mit der Arbeit Problems in higher symmetries. 1969/70 war er am Institute for Advanced Study. Später arbeitete er an der University of Washington in Seattle und war beim DoE für die Förderung der Hochenergiephysik zuständig. 1973 erhielt er ein Forschungsstipendium der Alfred P. Sloan Foundation (Sloan Research Fellowship).
Mandula arbeitete unter anderem über Yang-Mills-Theorien und Quantenchromodynamik, sowohl in analytischer Behandlung als auch auf dem Gitter. Er ist bekannt für ein Theorem mit Coleman von 1967, in dem sie die Unmöglichkeit der Vereinigung innerer Symmetrien mit Raumzeit-Symmetrien in Quantenfeldtheorien bewiesen (Coleman-Mandula-Theorem).
Erst durch die Supersymmetrie wurde ein Ausweg aus diesem „no-go-theorem“ aufgezeigt (Haag-Łopuszański-Sohnius-Theorem, 1975).